# رنكات
الصابوغيات أو القَرِيسيَّات أو الرََنكات أو سمكة الرنجة (الاسم العلمي: Clupeidae) هي فصيلة من الأسماك تتبع رتبة الصابوغيات من طائفة شعاعيات الزعانف متفاوتتة القد والأسراب، أشهر أجناسها الصابوغة والشابل والسردين والرنكة.